# Seama, Novi Meksiko
Seama je popisom određeno mjesto u okrugu Ciboli u američkoj saveznoj državi Novom Meksiku. Prema popisu stanovništva SAD 2010. ovdje je živjelo 465 stanovnika. 
Spominje se i pod imenima Cañada de la Cruz i Tsiiyama.

## Zemljopis
Nalazi se na 35°2′23″N 107°31′29″W / 35.03972°N 107.52472°W (35.0397650, -107.5247714), Prema Uredu SAD-a za popis stanovništva, zauzima 15,9 km2 površine, sve suhozemne.
Prostire se duž zapadnog ruba Acoma Puebla. Na zapadu graniči s North Acomita Villageom i South Acomita Villageom unutar zemljišta Acoma Puebla, na sjeveru s Cuberom te na istoku s Parajeom.
Seama se nalazi u dolini rijeke Rio San Josea, istočne pritoke Rio Puerca. Međudržavna cesta br. 40 prolazi kroz ovo mjesto, a u Seamu se s ceste dolazi preko izlaza br. 104. 37 km zapadno je okružno sjedište Grants, a 90 km istočno je Albuquerque.

## Stanovništvo
Prema podatcima popisa 2010. ovdje je bilo 465 stanovnika, 137 kućanstava od čega 110 obiteljskih, a stanovništvo po rasi bili su 2,6% bijelci, 0,0% "crnci ili afroamerikanci", 95,3% "američki Indijanci i aljaskanski domorodci", 0,0% Azijci, 0,0% "domorodački Havajci i ostali tihooceanski otočani", 0,2% ostalih rasa, 1,9% dviju ili više rasa. Hispanoamerikanaca i Latinoamerikanaca svih rasa bilo je 5,8%.

## Prosvjeta
Svim javnim školama upravlja ustanova Škole okruga Grants/Cibola.